# Homer Simpson kontra New York
A Homer Simpson kontra New York (eredeti címén The City of New York vs. Homer Simpson) A Simpson család kilencedik évadának első része, összességében véve a sorozat 179. epizódja. Először az Amerikai Egyesült Államok Fox csatornáján került adásba 1997. szeptember 21-én. Az epizód a Simpson család utazását követi nyomon New York City-be, a család autójának visszaszerzésének céljából.
Ian Maxtone-Graham alapötlete az volt, hogy a család az elveszett autót megy megkeresni Manhattanbe. Bull Oakley és John Weinstein ötlete volt, hogy a kocsi álljon az Austin J. Tobin Plazánál, a World Trade Center mellett, mint egy jól ismert pontja a városnak. Az epizódot pozitív kritikák fogadták, a mai napig a sorozat egyik legjobbjaként említik meg, a benne hallható You're Checkin' In című dal pedig két díjat is nyert. Az ikertornyok központi szerepe miatt viszont ez a rész egy időre lekerült a műsorról a szeptember 11-i terrortámadások után.

## Cselekmény
Moe kocsmájában Moe elmondja Homernak és barátainak, hogy ki kell jelölniük egy józan sofőrt (mivel a város baleseteinek nagy részét ők okozzák) sorsolás útján. Azon az estén Barneyt sorsolják ki. Miközben Barney hazafuvarozza részeg barátait Homer autójával, Homer megengedi neki, hogy menjen haza a kocsival, majd másnap reggelre hozza vissza, de ő eltűnik azzal. Két héttel később Barney visszatér a kocsmába, de nem emlékszik rá, mi történt az autóval, vagy egyáltalán mit élt át az elmúlt hetekben. Később Homer egy levelet kap New York Cityből, ami tájékoztatja, hogy autója a World Trade Center előtti téren áll, majd elmondja családjának, hogy már járt azelőtt New Yorkban, mikor tizenhét éves volt, és rémes élmények fűződnek számára a városhoz. Marge és a gyerekek végül meggyőzik Homert, hogy látogassanak el New Yorkba.
Miután a család megérkezik Manhattanbe ketté válnak: Homer elmegy a kocsiért, miközben a család többi tagja városnéző körútra megy. Mikor Homer megérkezik az autóhoz, rengeteg parkolási bírságot talál azon, illetve egy kerékbilincset. Miközben Steve Grabowski parkolóőrre vár, hogy eltávolítsa a kerékbilincset mosdóba kell mennie a déli toronyba, majd miután kiderül, hogy az ottani nem használható, át kell mennie az északiba. Eközben Grabowski megérkezik Homer autójához, és a lekési érkezését. Eközben Marge és a gyerekek meglátogatják a Szabadság-szobrot, és az olasz, illetve a kínai városnegyedet. Bart a kirándulás közben leszakad a többiektől és ellátogat a Mad magazin székhelyére, ahol találkozik Alfred E. Neumannal is. A család megnéz egy Broadway-darabot, majd a Central Parkba mennek, ahol Homerral találkoznának.
Amikor Homer visszatér az autóhoz, észreveszi, hogy muszáj eljutnia a Central Parkba, hogy megtalálja családját és elmenjenek a városból. Addig ad gázt a kocsi motorjának, amíg a kerékbilincs meg nem mozdul, és ki nem töri a kerék körülötti részét az autónak, így végül a kerékbilinccsel együtt sikerül elindulnia. Az úton a park felé megáll egy építkezésnél, megszerez egy légkalapácsot, és leszedi a kerékbilincset a kocsiról, aminek motorháztetője súlyosan megsérül, ablakai kitörnek. Homer ezek után felveszi a családot a Central Parknál, akik elmondják, mennyire élvezték az utat a városba. A zárójelenetben Lisa megkéri Homert, hogy jövőre is jöjjenek el.

## Gyártás

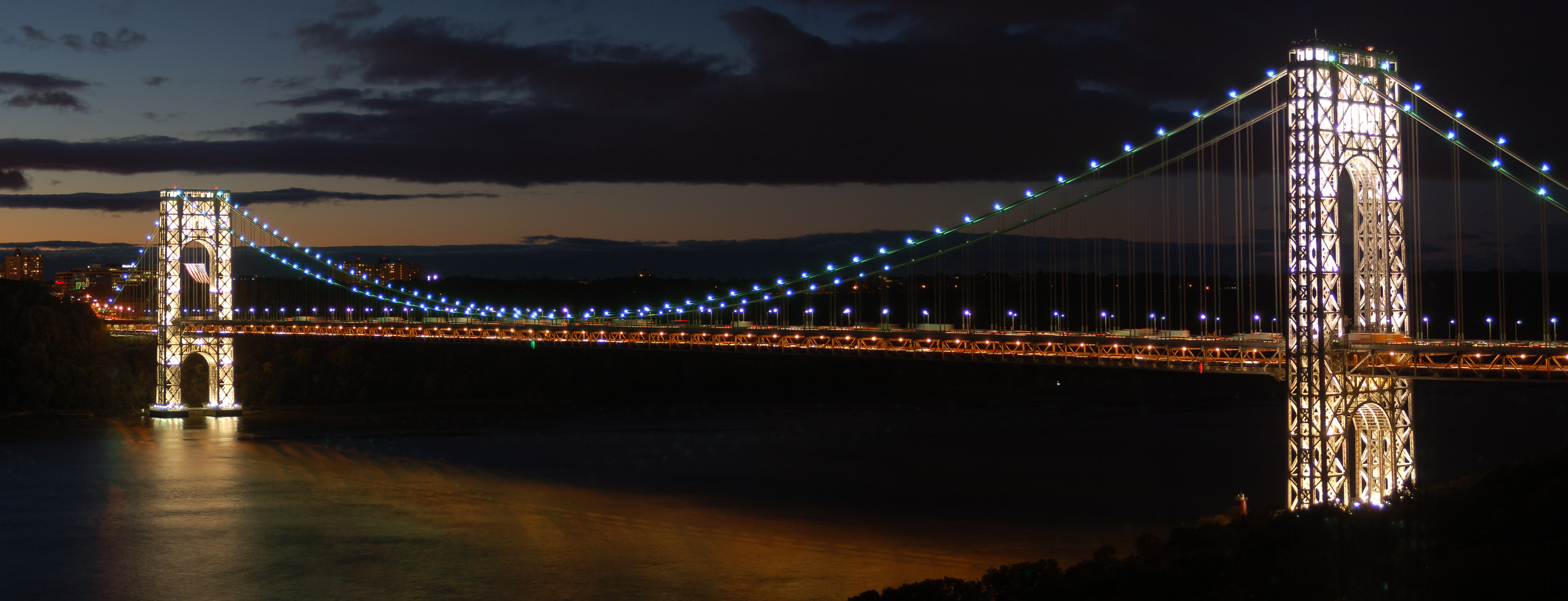
Az epizód zárójelenetében látható George Washington híd, amelynek megjelenítéséhez CGI-technikát használtak.

Az epizód írója, Ian Maxtone-Graham, aki korábban New York városában élt, "klasszikus manhattani problémának" nevezte az alaptörténetet, miszerint a család az elveszett autó miatt utazik a városba. Azt, hogy a kocsi a World Trade Center előtti téren álljon, Bill Oakley javasolta, aki akkor látogatta meg a nagyvárost, mikor 1973-ban befejezték a tornyok építését. Josh Weinstein azt mondta: "Mikor megtudtuk, hogy van egy tér a két torony között, tudtuk, hogy ez lesz a legjobb hely Homer kocsijának."
David Silvermant elküldték New Yorkba, hogy készítsen több száz képet a World Trade Center környékéről, hogy az animátorok egy részletes képet kapjanak arról. Mikor visszatért Lance Wilder és csapata új jeleneteket és háttereket tervezett, melyek részletekbe menően pontosan ábrázolták a helyet. Oakley és Weinstein elégedettek voltak a végeredménnyel, külön megjegyezték, hogy az utcák és az épületek, sőt még a liftajtók is szinte pont olyan közelségben vannak egymáshoz, mint a való életben. A zárójelenethez, melyben a család visszatekint a belvárosra a George Washington hídról, CGI-technikát használtak, ami az epizód készítésének idején még egyáltalán nem terjedt el szélesebb körben – a hídról modellt készítettek, amit a különleges kameramozgásokhoz használtak. Jim Reardon, az epizód rendezője a New York városában játszódó játékfilmek mintájára hozta fel az utolsó jelenet ötletét." Nem sokkal a premier előtt a stáb külön szerződést kötött a Fox-szal, mely szerint a csatorna nem vághatja le a stáblistát, amely az utolsó jelenet részét képezi, és nem tehet a helyére reklámokat.
A család megnéz egy musicalt is az epizódban, a You're Checkin' In címűt, amelynek dalszövegét Ken Keeler írta. Keeler két órát töltött el egy szobában egyedül, hogy megírja a dalt. Amikor a végeredményt megosztotta a stábbal, az kisebb változtatásokon esett át. Bill Oakley elégedetlen volt a szám annak a sorával, amikor az egyik színész azt mondja, "Hey, that's just my Aspirin!" ("Hé, az az én Aszpirinem!"), mert úgy gondolja, jobbat is ki lehetett volna találni.

## Utalások az epizódban

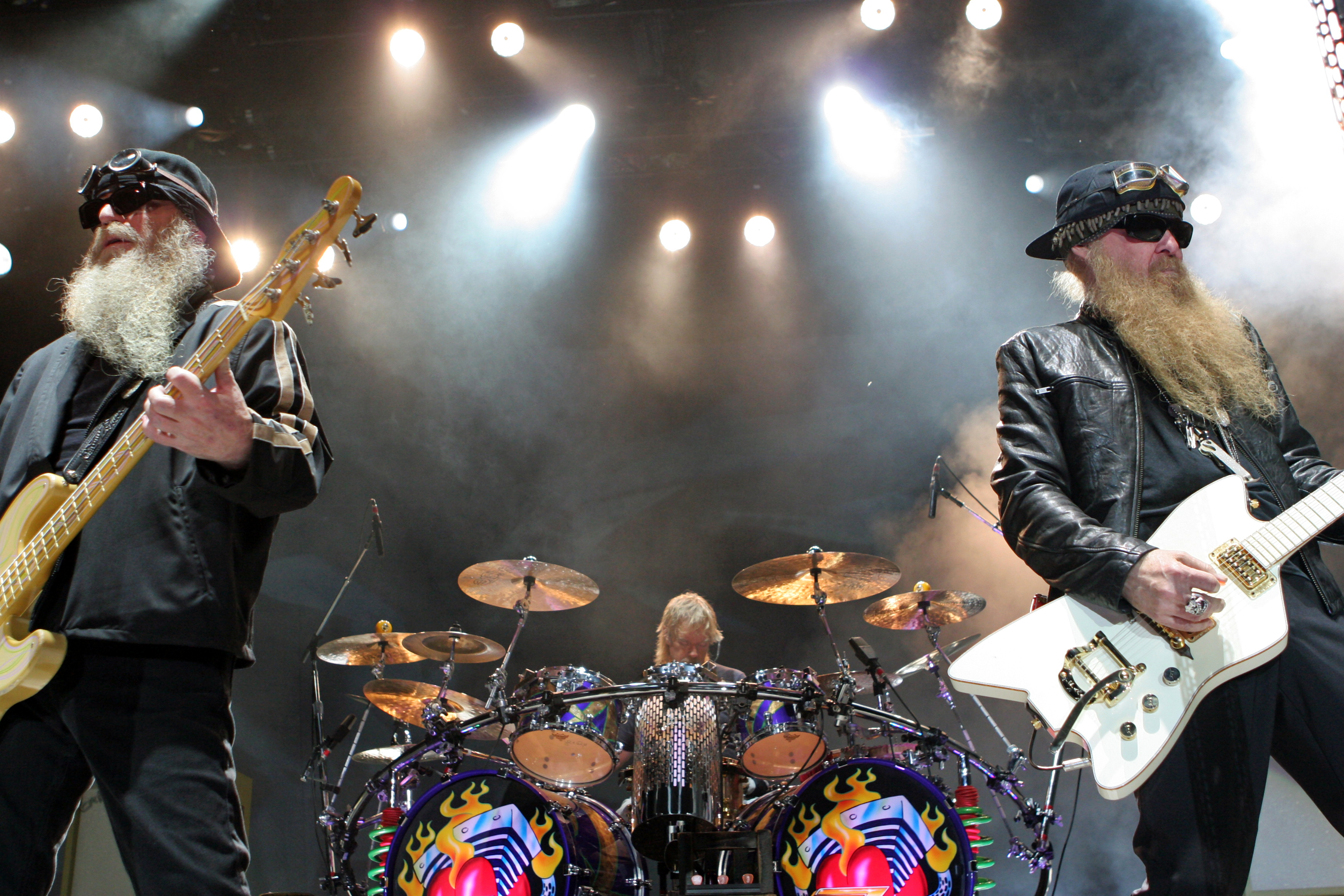
Bart a képen látható ZZ Toppal keveri össze az epizódban megjelenő zsidókat

A Duffman megjelenésekor használt dal, az Oh Yeah a Yello előadásában először a Meglógtam a Ferrarival című film utolsó jeleneteiben szerzett magának hírnevet. A város utcáján sétáló rabbikat Bart ZZ Toppal keveri össze, majd később találkozik Alfred E. Neumannal, a Spy vs. Spy szereplőivel és Dave Berg rajzolóval a Mad magazin székhelyénél. Az egyik színész a You're Checkin' In című szám előadásánál Robert Downey Jr. mintájára lett megtervezve, karaktere pedig a Fagypont alatt című filmben eljátszott Julian Wells paródiája. A zárójelenetben hallható dal a New York, New York népszerű és jól ismert főcímdala. Az epizódban Woody Allen is megjelenik.

## Fogadtatása
"You're Checkin' In"

Probléma esetén lásd:Médiafájlok kezelése.
Premierjekor a "Homer Simpson kontra New York" 18. lett a héten nézettségileg, 10,7-es Nielsen-számot produkálva, megközelítőleg 10,7 milliós nézettséggel végzett. A Fox legnézettebb műsora lett az egész hetet tekintve, lenyomva ezzel a Texas királyai új epizódját is.
Az epizód jó fogadtatásban részesült és pozitív kritikákban. A "You're Checkin' In" 1998-ban Emmy-díjat nyert és Annie-díjat is kapott. A háromszázadik epizód tiszteletére az Entertainment Weekly leközölt egy listát, ahol a kedvenc huszonöt epizódjukat említik meg az írók a sorozatból, ahol ez az epizód a tizenharmadik helyen végzett. Hasonló, a legjobb tíz epizódot tartalmazó listában ez a rész nyolcadik lett az AskMen.comon. Az IGN a kilencedik évad legjobbjának nevezte: "ez egy nagyon vicces epizód, ami igencsak erős kezdést adott a kilencedik évadnak." Megjelenése óta számos újság és magazin toplistáján szerepelt már mint a Simpson család egyik fénypontja.
Ian Jones és Steve Williams, az Off the Telly nevű brit kritikus weboldal írói azt írták, hogy az epizód "szarban hagyta a cselekményt és az egész különálló, kapcsolat nélküli poénokból és viccekből állt". Azt is megjegyezték, hogy véleményük szerint ez volt az évad legrosszabb része. Egy másik cikkben ugyanezen az oldalon Jones és Williams úgy vélekedtek, hogy az epizódot "... Britanniában a jó ízlés okából nem vetítették soha földi sugárzású csatornán", utalva ezzel arra, hogy a BBC Two a kilencedik évad sugárzásából kihagyta ezt a részt. Más brit csatornákon viszont lehetett látni, mint a Channel 4 vagy a Sky One.

## Cenzúra

Az egyik kivágott jelenet, melyben az ikertornyokban dolgozó hivatalnokok egymással ordítoznak.

A World Trade Center központi szerepe miatt a cselekményben, az epizódot nem sugározták a szeptember 11-i terrortámadás után. 2006-tól tért vissza a sugárzott epizódok listájába bizonyos helyeken, igaz, gyakran megvágott változat került adásba. A jelenet, amelyben a két toronyból két ember egymással veszekszik, majd egy másik ember azt mondja nekik, "Pofa be, szaros hivatalnokok!", kikerült az epizód amerikai változatából.

## Magyar változat
A magyar változatot Nagy Éva fordította, a főszereplők hangjain kívül Hevér Gábor több mellékszereplő hangját is adta az epizódban. Ez a rész elsőként a Viasat3 műsorán került vetítésre, 2001. május 27-én. Ez a legrégebbi epizód, amit a magyar Fox csatorna sugározott, először a csatorna indulási napján, 2014. február 4-én került adásba mint ismétlés. Napjainkban az epizódot a Viasat6 és a Humor+ ismétli.